# Bakanuku

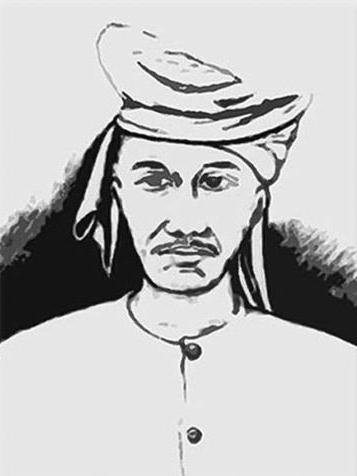
Sultan Nuku.

Bakanuku, ook Nuku of Syaifudin genoemd, was een telg uit het vorstenhuis van Tidore.
Prins Nuku was gepasseerd toen zijn vader, sultan Jamaludin door de VOC werd afgezet en vervangen door  Nuku's broer Patra Alam. De Nederlanders wilden de zwakke Patra gebruiken als stroman.
Het sultanaat Tidore dat een deel van het eiland Halmahera, Seram en de Raja Ampat, een archipel tussen de Molukken en Nieuw-Guinea omvatte werd binnen de Nederlandse invloedssfeer gebracht.
In 1780 probeerden de Nederlanders prins Nuku in Tidore gevangen te nemen, hij ontkwam en vestigde zich, met een aanhang van zeerovers in de Raja Ampat. De bewoners van deze eilanden zagen in de sultan van Tidore hun natuurlijke leider. Met kora-kora, oorlogsprauwen die door Papoeaas werden bemand, pleegde Nuku die zich tot koning van Papoea had uitgeroepen overvallen in de Indonesische archipel. Hij plunderde zelfs de kuststreken van Java, het hart van het Nederlandse koloniale rijk.
Handelaren en de Engelsen, die in hem een mogelijkheid zagen om het lucratieve Nederlandse monopolie op kruidnagels te breken, steunden Bakanuku.
Steun werd ook gevonden bij de bevolking van Seram waar men zèlf in Massooibast, wilde kruidnagels en slaven wilde handelen zonder bemoeienis van de VOC.
In 1797 veroverde Nuku Tidore het zwaar verdedigde Ternate met Engelse steun.
In 1801 werden de Engelsen en koning Nuku het eens over een verdrag waarin de Britse Oost-Indische Compagnie het VOC monopolie overnam. Dat was de prijs die Nuku voor de Engelse steun moest betalen.
De inwoners van Seram hadden de VOC niet verdreven om daar de Engelsen voor terug te krijgen en zij ondermijnden het monopolie met smokkelhandel. In 1802, toen de Bataafse Republiek en Groot-Brittannië vrede sloten, was een van de bepalingen in het verdrag van Amiens dat de verdragen tussen Nuku en het Verenigd Koninkrijk nietig waren. De Nederlanders mochten hun gezag op de Molukken weer herstellen.